# Hahlankallio
Hahlankallio är en ö i Finland. Den ligger i sjön Roine och i kommunerna Kangasala och Pälkäne i den ekonomiska regionen Tammerfors och landskapet Birkaland, i den södra delen av landet, 140 km norr om huvudstaden Helsingfors. Öns area är omkring 310 kvadratmeter och dess största längd är 40 meter i öst-västlig riktning.